# Филиппов, Игорь Святославович
И́горь Святосла́вович Фили́ппов (род. 8 января 1955, Москва) — российский историк-медиевист, источниковед, ономаст и публицист. Специалист по истории Франции и её политическому строю в Средние века. Доктор исторических наук (2001), профессор, в 2004—2015 годах заместитель декана исторического факультета Московского государственного университета. Директор Российской государственной библиотеки в 1992—1996 годах. 

## Биография
С 1980 года является сотрудником исторического факультета МГУ, который окончил тремя годами ранее. С 1978 по 1992 год работал директором Школы юного историка факультета; с 1989 по 1992 год являлся старшим научным сотрудником института мировой экономики АН СССР, после чего был принят на работу в Российскую государственную библиотеку на должность директора, где проработал последующие 4 года. Затем продолжил преподавать на историческом факультете МГУ, с 2002 года в должности профессора, а в 2004—2015 годах был заместителем декана. Помимо читаемых в МГУ курсов по медиевистике, источниковедению и ономастике, неоднократно преподавал за пределами России.
Тема кандидатской диссертации «Вотчина в Средиземноморской Франции VIII–X вв.». Тема докторской диссертации «Становление феодализма в Средиземноморской Франции».
В область научных интересов входят история Европы в эпоху средневековья (в особенности история Франции), ономастика, эпиграфика, историография, история и философия науки, история архивов и библиотек. Входит в состав редакционной коллегии научного журнала «Средние века». 
Автор более 400 научных публикаций, включая в журналах «Средние века», «Вестник древней истории», «Этнографическое обозрение», «Французский ежегодник», а также публикации на иностранных языках, статьи в «Большой российской энциклопедии» (более 70-ти по истории средневековой Европы, эпохе Просвещения и исторической географии Франции, Германии, историографии, истории России и др.). Также соавтор вузовских учебников по истории средних веков, автор переводов средневековых и современных авторов, соредактор книги на английском языке.
Обширная монография Филиппова на русском языке «Средиземноморская Франция в раннее средневековье: проблема становления феодализма» 2000 года представляет собой историко-юридическое исследование средневековой и позднеантичной Франции, как исторической, так и социальной и юридической составляющей эпохи. По мнению историка и юриста Л. Л. Кофанова, работа получилась капитальной. Рецензент находит в ней интересные идеи и новые исследования. Кофанов поставил работе высокую оценку, оценив среди «неизбежных недочётов» ту часть работы, что была посвящена римской эпохе в истории Франции и взгляду историка на неё.

## Работы
Монографии
- Филиппов И. С. Средиземноморская Франция в раннее средневековье: проблема становления феодализма. — М.: Скрипторий, 2000. — 819 с. — ISBN 59-444-8002-5. — ISBN 978-5-944-48002-6.

Главы
- Филиппов И. С. Глава 3. Возникновение феодального строя в Западной Европе // История средних веков. Учебник для вузов / под ред. З. В. Удальцовой и С. П. Карпова. — 7-е изд., доработанное. — М.: Издательство МГУ, 2010. — Т. 1. — С. 53—99. — 688 с. — (Классический вузовский учебник). — 2000 экз. — ISBN 978-5-211-05882-8.
- Филиппов И. С. Глава 4. Франкская держава // История средних веков. Учебник для вузов / под ред. З. В. Удальцовой и С. П. Карпова. — 7-е изд., доработанное. — М.: Издательство МГУ, 2010. — Т. 1. — С. 100—142. — 688 с. — (Классический вузовский учебник). — 2000 экз. — ISBN 978-5-211-05882-8.
- Филиппов И. С., Брагина Л. М., Бойцов М. А., Гуревич А. Я., Червонов С. Д., Шивалова-Варьяш И. И. Глава 6. Западная Европа в конце раннего Средневековья // История средних веков. Учебник / под ред. С. П. Карпова. — 7-е изд., доработанное. — М.: Издательство Московского университета, 2010. — Т. 1. — С. 185—249. — 688 с. — (Классический вузовский учебник). — 2000 экз. — ISBN 978-5-211-05882-8.
- Филиппов И. С. Рукописи не горят: проблемы реконструкции погибших архивов и возможности расширения базы источников по истории Средневековья // Бойцов М. А., Делакруа К., Досс Ф., Дюфо Г., Клеш А., Копосов Н. Е., Кром М. М., Лильти А., Мазюрель Э., Пименова Л. А., Пушкарева Н. Л., Рио-Сарсе М., Стогова А. В., Филиппов И. С. Как мы пишем историю?  / отв. ред. Г. Гаррета, Г. Дюфо, Л. Пименова. — М.: РОССПЭН, 2013. — С. 196—223. — ISBN 978-5-8243-1790-9.

Переводы/Книги под редакцией
- Рихер Реймский. История / пер. А. В. Тарасовой под ред. И. С. Филиппова. — М.: РОССПЭН, 1997. — 336 с. — ISBN 5-86004-074-1.
- Гильда Премудрый. О погибели Британии / пер. Н. Ю. Чехонадской под ред. И. С. Филиппова. — СПб.: Алетейя, 2003. — 464 с. — ISBN 5-89329-539-0.
- Кин Мануэль. Сокровищница мира. Ювелирное искусство Индии в эпоху Великих Моголов. Коллекция Аль-Сабах. Национальный музей Кувейта = Treasury of the World. Jewelled Arts of India in the Age of the Mughals: The Al-Sabah Collection: Kuwait National Museum / авторизированный перевод с английского И. С. Филиппова. — London: Thames and Hudson Limited[англ.], 2009. — 160 с. — ISBN 978-0-500-97694-4.
- Identity and Loss of Historical Memory. The Destruction of Archives (англ.) / F. Sabate[кат.] & I. S. Filippov (ed's). — Bern: Peter Lang, 2017. — 351 p. — (Identities / Identités / Identidades). — ISBN 978-3-034-32506-6.
- Иона Орлеанский. О королевских обязанностях / пер. И. Аникьева под. ред. А. И. Сидорова и И. С. Филиппова. — СПб.: Евразия, 2020. — 224 с. — ISBN 978-5-8071-0443-4.

Публицистика
- Филиппов И. С. «Убийца Википедии» не действует без финансирования. Должны ли составители Большой российской энциклопедии работать бесплатно? Независимая газета (14 июля 2024). Дата обращения: 26 октября 2024.
- Филиппов И. С. Свод научных знаний или ресурс для всех? Закрытие Большой российской энциклопедии пошлёт плохой сигнал нашему обществу. Независимая газета (28 октября 2024). Дата обращения: 29 октября 2024.